# Tourves
Tourves este o comună în departamentul Var din sud-estul Franței. În 2009 avea o populație de 4.830 de locuitori.

## Evoluția populației
| An        | 1975  | 1982  | 1990  | 1999  | 2006  | 2009  |
| --------- | ----- | ----- | ----- | ----- | ----- | ----- |
| Populație | 1.844 | 2.137 | 2.788 | 3.428 | 4.641 | 4.830 |